# Orcaella
Az Orcaella az emlősök (Mammalia) osztályának párosujjú patások (Artiodactyla) rendjébe, ezen belül a delfinfélék (Delphinidae) családjába tartozó nem.

## Rendszerezés
A nembe az alábbi 2 élő faj tartozik:
- kúposfejű delfin (Orcaella brevirostris) (Owen in J. E. Gray, 1866) - típusfaj
- ausztráliai delfin (Orcaella heinsohni) Beasley, Robertson & Arnold, 2005 - 2005-ben írták le először

Nemrég a tudomány úgy tartotta, hogy az Orcaella cetnem csak egy fajt tartalmaz, a kúposfejű delfint, de 2005-ben a legújabb genetikai vizsgálatok után, kitudódott, hogy az ausztráliai delfin közeli rokona a kúposfejű delfinnek. Emiatt az ausztráliai delfint az Orcaella nembe helyezték át. Az új molekuláris genetikai vizsgálat eredménye, azt mutatja, hogy az Orcaella-fajok közeli rokonságban állnak az Orcinus cetnem egyetlen ma élő fajával, az úgynevezett kardszárnyú delfinnel, és együtt alkotják az Orcininae alcsaládot.
A hagyományos rendszerezés szerint a ma is élő Orcinus és az Orcaella nemek alkotják együtt az Orcininae nevű alcsaládot; azonban ezzel egyes rendszerezők nem értenek egyet, és az Orcaella-t áthelyeznék a Globicephalinae alcsaládba, az Orcinus-t pedig incertae sedis állapotban tartanák; legalábbis egyelőre.

## Források

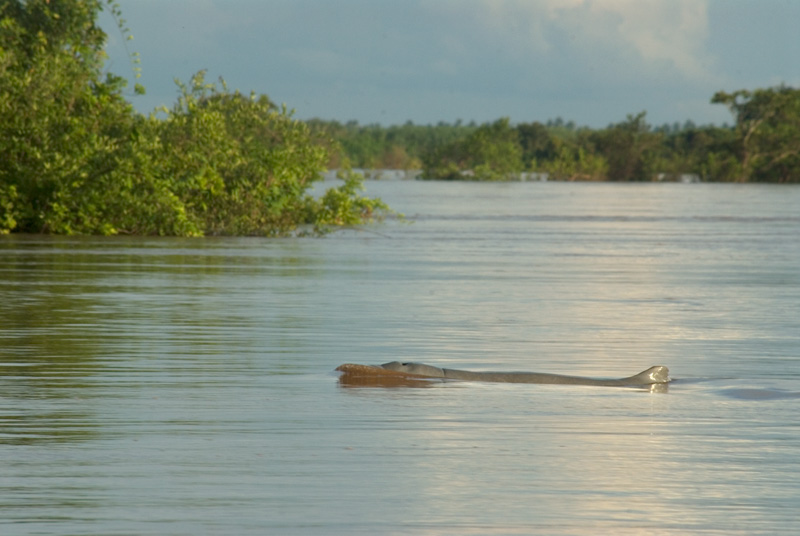
Kúposfejű delfin (Orcaella brevirostris)

### Fordítás
- Ez a szócikk részben vagy egészben  az   Orcaella című angol Wikipédia-szócikk ezen változatának fordításán alapul.  Az eredeti cikk szerkesztőit annak laptörténete sorolja fel. Ez a jelzés csupán a megfogalmazás eredetét és a szerzői jogokat jelzi, nem szolgál a cikkben szereplő információk forrásmegjelöléseként.